# خشم (فیلم ۲۰۱۴)
خشم (به انگلیسی: Fury) فیلمی در ژانر جنگی است که اتفاقات آن در زمان جنگ جهانی دوم رخ می‌دهد؛ کارگردان و نویسنده این فیلم، دیوید آیر است. ستارگانی چون جیسون ایساکس، مایکل پنیا، لوگن لرمان، شایا لابوف، جان برنثال و برد پیت در این فیلم به ایفای نقش می‌پردازند.
این فیلم قرار بود در ۱۴ نوامبر ۲۰۱۴ اکران شود ولی تاریخ اکران آن به ۱۷ اکتبر ۲۰۱۴ تغییر یافت.

## خلاصه
داستان فیلم در ماه‌های آخر جنگ جهانی دوم در آوریل ۱۹۴۵ واقع می‌شود. در شرایطی که متفقین آخرین ضربات خود را به European Theater (بخش اروپای جنگ جهانی) وارد می‌کنند، یک گروهبان آموزش دیده در لشکر دوم زرهی نیروی زمینی ایالات متحده آمریکا به نام واردَدی (پیت) فرماندهی یک تانک شِرمن مدلM4A2 به نام فیوری با پنج نفر افراد آن را برای یک مأموریت مرگبار در خط مقدم دشمن برعهده دارد. واردَدی و افرادش که تعدادشان کم است و گلوله‌هایشان هم تمام شده حالا با مشکلات زیادی برای زدن به قلب نازی‌ها روبرو هستند.

## جنگ‌افزارهای به کار گرفته شده
در ساخت فیلم از تانک تیگر ۱۳۱، تنها تانک تیگر ۱ عملیاتی در جهان که در موزه تانک‌های لندن نگهداری می‌شود برای فیلم‌برداری صحنه نبرد تانک تیگر با چهار تانک ام۴ شرمن استفاده شد.
در ساخت فیلم از ۱۰ تانک ام۴ شرمن استفاده شده بود. تانکی که با نام فیوری (خشم) در فیلم شناخت می‌شود در حقیقت یک تانک شرمن مدل M4A2 با نام رون هاری و کد T224875 است که از موزه تانک‌های لندن قرض گرفته شده بود.
نقشه ای که در یکی از سکانس‌های فیلم استفاده شده‌است در حقیقت یک نقشه واقعی از هانوفر به سال ۱۹۴۳ در خلال جنگ جهانی دوم است که در مجموعه نفیس نقشه‌های تاریخی دانشگاه مک مستر نگهداری می‌شود.

## منشأ داستان فیلم
داستان فیلم و شخصیت ها تخیلی هستند ولی اسم فرمانده آمریکا، گروهبان لافایت گرین پول معروف به «وار ددی» (پدر جنگ) است که در داستانی یک روز پس از نبرد نرماندی در خط مقدم پیاده شده و ۲۵۸ دستگاه از ادوات سنگین دشمن را (پیش از آن که تانک وی در ۱۹۴۴ در آلمان نابود گردد) از بین برد.
تانک فیوری یک شبیه‌سازی از تانک شرمن معروفی با نام «بمب» است که درخدمت نیروهای کانادایی در زمان جنگ جهانی دوم بود. این تانک از جمله تانک‌های شرمنی بود که در نبرد نرماندی حضور داشت و تا زمان روز پیروزی در اروپا بی وقفه در حال خدمت بود.

## بازیگران
- برد پیت در نقش گروهبان ارتش آمریکا، دان «وارددی» کالیر
- لوگن لرمان در نقش سرباز نورمن
- شایا لابوف در نقش بوید
- مایکل پنیا در نقش سرجوخه گوردو
- جان برنثال در نقش سرباز گریدی
- جیسون ایساکس در نقش سروان واگنر
- اسکات ایستوود در نقش گروهبان مایلز
- خاویر ساموئل در نقش ستوان پارگر
- برد ویلیام هنکه در نقش گروهبان دیویس
- جیم پرک
- کایل سالر